# Șerban din Izvorani
Șerban din Izvorani a fost domn al Țării Românești în perioada: după 2 iunie - înainte de 19 iulie 1539.

## Domnie
Șerban, mare ban al Craiovei, aflat în fruntea sfatului domnesc al lui Radu Paisie, înrudit cu marii dregători și domni Craiovești prin căsătoria sa cu Maria (Marga), fiica lui Radu Craiovescu, se răscoală din motive necunoscute împotriva domnului Radu Paisie care fuge peste Dunăre, la turci.
Posibilele motive ale răscoalei sunt „ultima încercare a Craioveștilor de a se măsura cu domnul țării ca o partidă de sine stătătoare și cu puteri aproape egale” sau nemulțumirea boierilor de cedarea Brăilei turcilor în urma expediției lui Suleiman Magnificul în Moldova în anul 1538.
Radu Paisie, cu ajutor otoman, conduce o expediție militară în Țara Românească și îl alungă pe Șerban, în jurul datei de 19 iulie 1539.
Șerban fuge în Țara turcească, fiind însoțit de fiii lui Tudor logofătul din Drăgoești și Giura logofătul din Stănești.. Ajuns la Constantinopol, bucurându-se de susținători la Poartă, a trăit ca pretendent la tronul Țării Românești, până înaintea datei de 15 iunie 1543, când Radu Paisie afirma că: „Șerban banul a pierit cu rea hiclenie, căci s-a ridicat asupra capului domniei mele”.